# XCOM: Enemy Unknown
XCOM: Enemy Unknown è un videogioco strategico a turni del 2012, sviluppato da Firaxis Games e pubblicato da 2K Games per PlayStation 3, Xbox 360, Microsoft Windows, PlayStation Vita, iOS, Android e Linux. Si tratta del remake di UFO: Enemy Unknown (1993).
La rivista Game Republic lo nominò gioco dell'anno 2012.

## Trama
Il gioco è ambientato durante un'invasione aliena della Terra. Il giocatore assume il ruolo di comandante del progetto segreto X-COM, l'organizzazione più all'avanguardia dal punto di vista militare e scientifico nella storia del genere umano, intraprendendo una lotta, apparentemente senza speranza, contro un nemico di origine extraterrestre dotato di armi, tecnologie e capacità superiori a quelle della razza umana.

## Modalità di gioco

### Principali nemici
- Sectoidi (Sectoid): classici alieni grigi, sebbene siano alti appena 120 cm per 45 kg di peso, non conviene sottovalutare i Sectoidi. Questi esseri rappresentano le unità da ricognizione dell'armata aliena, e sono la prima razza aliena incontrata dai Terrestri. i Sectoidi dispongono di poteri psionici sviluppatissimi e sono equipaggiati con delle pistole al plasma. Queste unità possono inoltre collegarsi telepaticamente tra loro e ogni Sectoide costituisce una perfetta copia genetica.
- Crisalide (Chryssalid): questi disgustosi alieni a 4 zampe sono artropodi alti 2 metri e pesanti 90 kg che vagano per il campo di battaglia. Sono caratterizzati da un'elevata mobilità e hanno l'abilità di impiantare uova nei corpi dei nemici uccisi che diventeranno poi zombie. Possono colpire solo con attacchi corpo a corpo.
- Smilzi (Thin man): alieni dall'aspetto di un uomo caucasico, sui 35 anni, alto 2 metri per 80 kg di peso. L'interno è però chiaramente extraterrestre, soprattutto per le ossa segmentate, che permettono loro di essere più agili sul campo di battaglia, senza contare le due grandi ghiandole nella cavità toracica, dove producono una tossina che viene poi espulsa da particolari condotti per attaccare con delle nubi di veleno. Sono le unità di spionaggio aliene: il loro compito è quello di infiltrarsi e raggiungere i centri di potere di una razza prima dell’invasione; sono caratterizzati da un'impressionante agilità e precisione, e tendono sempre a portarsi in posizione elevata (grazie ad arti inferiori sviluppati) e colpire il nemico con il loro fucile al plasma leggero.
- Muton: colossi alti 2,5 metri e dal peso di 180 kg (senza armatura), costituiscono la fanteria standard aliena. Queste unità di prima linea sono molto intelligenti e ben armate; sono in grado di eseguire manovre tattiche e, grazie alla loro mole, possono intimidire e mandare in panico i nemici. I Muton hanno il triplo della salute dei Sectoidi e degli Smilzi e possono infliggere più del doppio dei danni.

## Sviluppo
Il trailer ufficiale del gioco venne pubblicato il 4 agosto 2012. Previsto per essere pubblicato il 9 ottobre 2012 in Nord America, e il 12 ottobre in Europa per Mac, Microsoft Windows, PlayStation 3 e Xbox 360. Nel giugno del 2013 è stato realizzato il port per IOS e l'anno successivo è stato pubblicato anche su Android e per Linux e SteamOS.
Il 14 novembre 2013 viene pubblicata l'espansione XCOM:Enemy Within.

## Espansioni
XCOM: Enemy Within (pubblicata nel 14 novembre 2013) è l'unica espansione del videogioco.
I principali cambiamenti introdotti dal DLC sono:
- Una nuova risorsa chiamata fusione il cui utilizzo principale è il potenziamento dei soldati. Questo avviene attraverso due rami separati:
  - La costruzione di MEC (Mechanized Exoskeletan Cybersuit) su tre livelli che conferiscono un bonus sulla base della classe di appartenenza del soldato;
  - La modifica genetica dei soldati allo scopo di avere abilità proprie degli alieni, sbloccabili attraverso le autopsie.
- Una nuova minaccia chiamata EXALT un'agenzia segreta che si occupa di integrazione aliena all'interno degli umani.
- Lo spionaggio unico metodo per combattere la minaccia sopracitata e 40 nuove mappe riguardanti proprio lo spionaggio.
- Due nuovi alieni tra cui il Mechtoide (un sectoide potenziato con un MEC)